# Cardamyla carinentalis
Cardamyla carinentalis är en fjärilsart som beskrevs av Walker 1859. Cardamyla carinentalis ingår i släktet Cardamyla och familjen mott. Inga underarter finns listade i Catalogue of Life.